# 掘虾科
掘虾科（学名：Koonungidae）为山虾目的一个科。

## 下级分类
本科包括以下属：
- 掘虾属 Koonunga Sayce, 1907
- Micraspides Nicholls, 1931